# Iwanami Shoten
Iwanami Shoten, Publishers (株式会社岩波書店 Kabushiki Gaisha Iwanami Shoten) er et japansk bogforlag i Tokyo.
Iwanami Shoten blev grundlagt i 1913 af Shigeo Iwanami. Dets første store udgivelse var romanen Kokoro i 1914. 
Hovedkontoret er på Hitotsubashi 2–5–5, Chiyoda, Tokyo.